# کبوتر با کبوتر، باز با باز
کبوتر با کبوتر، باز با باز (به انگلیسی: Birds of a Feather) یک فیلم کوتاه انیمیشن محصول دیزنی از مجموعه انیمیشن‌های سمفونی احمقانه است. این اثر در ۱۰ فوریه ۱۹۳۱ توسط کلمبیا پیکچرز منتشر شد. 